# Phascum laticostum
Phascum laticostum är en bladmossart som beskrevs av Stone 1989. Phascum laticostum ingår i släktet Phascum och familjen Pottiaceae. Inga underarter finns listade i Catalogue of Life.